# Девід Байрон
Девід Байрон (англ. David Byron), справжнє ім'я Девід Гаррік (англ. David Garrick; 29 січня 1947, Еппінг, Велика Британія — 28 лютого 1985, Редінг, Велика Британія) — вокаліст.
Свою музичну кар'єру Байрон розпочав 1965 року як вокаліст гурту Stalkers, яка у грудні 1966 року перейменована на Spice, а через три роки на Uriah Heep. Незважаючи на постійне очорнення, гурт став одним з найяскравіших зірок хард-року 1970-х років і не в останню чергу завдяки динамічному вокалу Байрона. 1975 року вокаліст записав сольний альбом, який з'явився у січні наступного року. Однак зловживання алкоголем дедалі більше ставало на перешкоді його співпраці з гуртом, і як наслідок, за брак дисципліни у липні 1976 року Байрона було усунуто з Uriah Heep. Того ж року він приєднався до гурту Roungn Diamond, проте надії на артистичне відродження виявились марними, бо ця гучна формація з Дейвом Клемпсоном у складі після року діяльності перестала існувати. Позбавлений постійного гурту Байрон записав сольну платівку «Baby Faced Killer», вихід якої припав на розквіт панку і яка, на жаль, не здобула комерційного успіху. Подібна участь спіткала утворений пізніше Байроном гурт The Byron Band, чия платівка «On The Rocks» стала причиною для думок про закінчення кар'єри вокаліста. Незабаром після виходу цього альбому гурт розпався, але невтішний Байрон намагався продовжити сольну кар'єру.
Помер Девід Байрон 28 лютого 1985 року через серцевий напад внаслідок тяжкої форми алкоголізму.

## Дискографія
- 1976: Take No Prisoners
- 1977: Rough Diamond (разом з Rough Diamond)
- 1978: Baby Faced Killer
- 1981: On The Rocks (як The Byron Band).